# Thomas Wallmersperger
Thomas Wallmersperger (* 30. Dezember 1971 in Stuttgart, Deutschland) ist ein deutscher Ingenieur, Wissenschaftler und Hochschullehrer, der im Bereich gekoppelter Mehrfeldprobleme und Smart Structures forscht. Seit 2010 ist er Inhaber der Professur für Mechanik multifunktionaler Strukturen an der TU Dresden.

## Leben
Thomas Wallmersperger studierte von 1992 bis 1998 Luft- und Raumfahrttechnik in Stuttgart. Im Anschluss an sein Studium arbeitete er als wissenschaftlicher Mitarbeiter am Institut für Statik und Dynamik 
der Luft- und Raumfahrtkonstruktionen. Im Jahr 2002 wurde er an der Universität Stuttgart promoviert. Das Thema seiner Promotion war "Modellierung und Simulation stimulierbarer polyelektrischer Gele". Bis 2010 leitete er die Arbeitsgruppe "Smart Structures und gekoppelte Mehrfeldprobleme" in Stuttgart. Ebenfalls im Jahr 2010 habilitierte er mit dem Thema „Electroactive materials - fundamentals, modeling, simulation, and experiments“. Seit April 2010 ist er Professor an der Technischen Universität Dresden.